# Suspente (parachute)
Pour les articles homonymes, voir Suspente.
Les suspentes sont chacune des cordes qui relient la voilure d'un parachute au harnais. Le parachutisme sportif se pratique avec un parachute en forme d'aile.
La structure de cette aile est composée de :
- L'extrados sur la face supérieure de l'aile
- L'intrados sur la face inférieure de l'aile
- De caissons (9 en général) compris entre l'intrados et l'extrados séparés par des nervures (cloisons inter-caissons).

Les suspentes sont de fines cordes qui partent des nervures jusqu'aux élévateurs. On compte quatre suspentes par nervures, regroupées en deux groupes distincts :
- Les groupes A et B rattachés aux élévateurs avant ;
- Les groupes C et D rattachés aux élévateurs arrière.

Les suspentes ont une forme de 'Y' : les quatre cordes partant des nervures deviennent deux suspentes accrochées aux élévateurs.
Les suspentes avant sont plus courtes que les suspentes arrière afin que l'aile soit inclinée vers l'avant et puisse ainsi glisser sur l'air.